# Cockpit country
Cockpit country je členitá oblast tropického deštného lesa na ostrově Jamajka s výrazným vlivem krasových pochodů na formování georeliéfu. Podle tohoto území nazývají geografové krasové oblasti, které vznikly za podobných podmínek, jako tzv. cockpitový kras.

## Poloha
Území o celkové rozloze asi 1300 km2 (z toho asi šestina oblasti se nachází v přírodní rezervaci) se nachází v západní části jamajského vnitrozemí ve farnostech Trelawny a Saint Elizabeth. Území vyniká vysokými teplotami po celý rok i vysokým úhrnem srážek (2000 – 3000 mm ročně), což v kombinaci s chemickými vlastnostmi vápenatého podloží a mohutností půdního horizontu umožňuje intenzivní průběh krasových jevů. Území je také strategické z hlediska dodávek pitné vody pro celý ostrov, pramení zde totiž hned několik vodních toků.
Krajinu pokrývají husté listnaté lesy, kde nachází útočiště několik jamajských endemitů zejména z řad ptáků, například amazoňan jamajský, holub jamajský nebo národní pták Jamajky kolibřík červenozobý.

## Geomorfologie
Celé území hustě pokrývá síť rozměrných primárních závrtů s nepravidelným, hvězdicově laločnatým půdorysem. Až 120 metrů hluboké závrty ohraničují strmé skalní svahy. V oblasti se vyskytuje také řada jeskyní.

## Osídlení
Neobydlená oblast byla osídlena během britské kolonizace uprchlými otroky, tzv. Maroony. Území ostrova bylo kolonizována nejprve svými španělskými objeviteli, které po britské invazi nahradila britská správa. Po praktickém vymření původního indiánského obyvatelstva (Aravakové) už během španělské kolonizace ostrova navázali Britové na španělské osadníky a dále na ostrov přepravovali africké otroky. Otroci původem zejména ze západní Afriky byli využívání pro práci na plantážích s cukrovou třtinou. Kolonizátoři nastolili na ostrově tvrdé pracovní podmínky, na konci 17. století zastával pozici výkonného guvernéra ostrova privatýr Henry Morgan.
Některým otrokům se během let koloniální nadvlády podařilo utéct. Mnozí z nich utvořili právě v těžce dostupné Cockpit Country svébytnou komunitu, která dokázala po staletí čelit útoků ze strany britské správy a sama britské statky na Jamajce pravidelně napadala. Koloniální správa se zbojnými obyvateli nakonec byla nucena po první maroonské válce uzavřít smír, po druhém konfliktu však část Maroonů deportovala na kanadský poloostrov Nova Scotia, odkud se někdejší obyvatelé jamajského vnitrozemí později dostali až do Libérie.
Jedna z ikon maroonského boje za svobodu, královna Nanny, je dnes vyobrazena na jamajské pětisetdolarové bankovce.

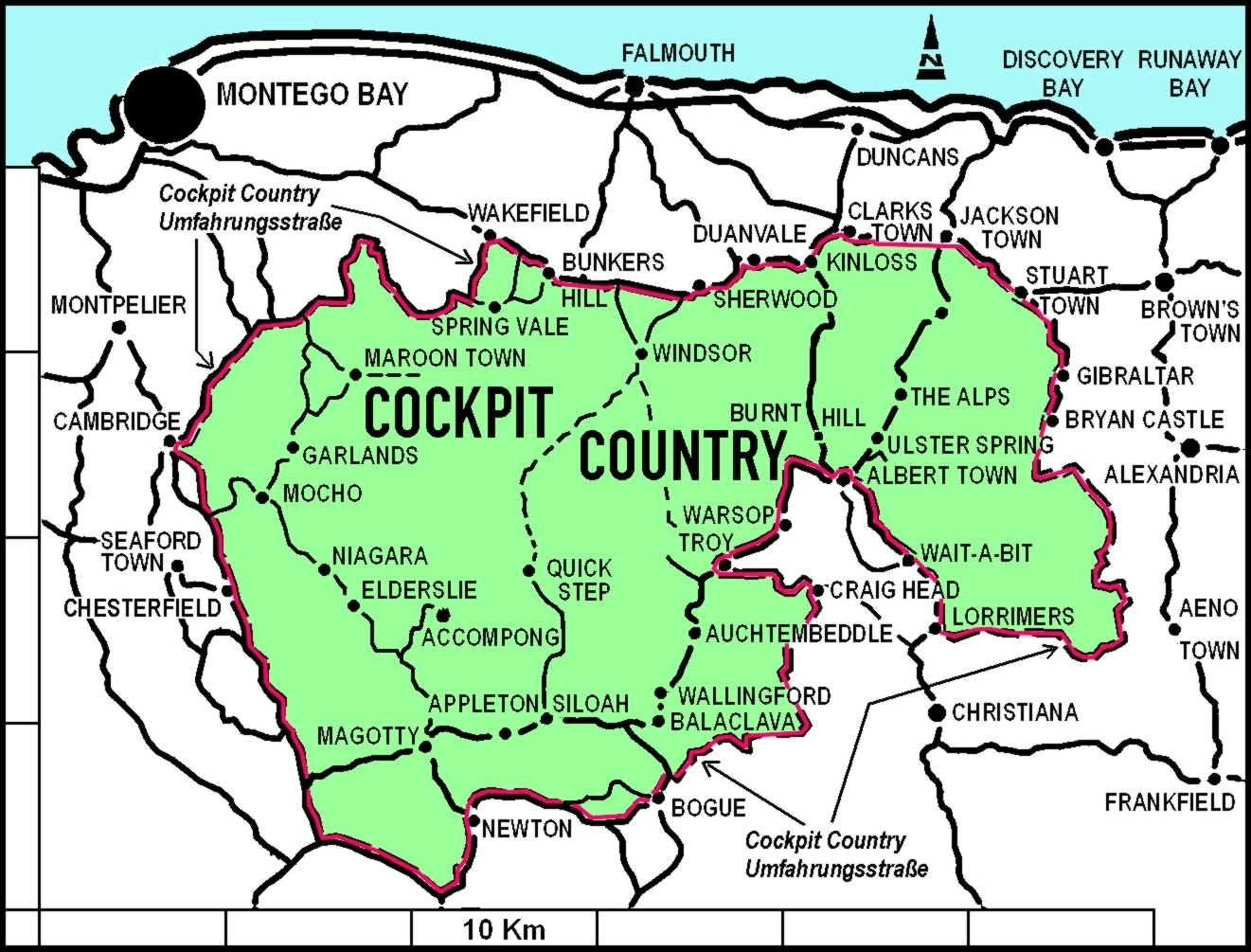
Území Cockpit country

## Ohrožení oblasti
Oblast je ohrožena zejména těžbou bauxitu, kvůli které mohou být kontaminovány zásoby zdejší vody a porušeno unikátní vápenaté podloží. Dále oblasti škodí deforestace spojená se zvýšenou erozí.